# Club del Mar de San Amaro

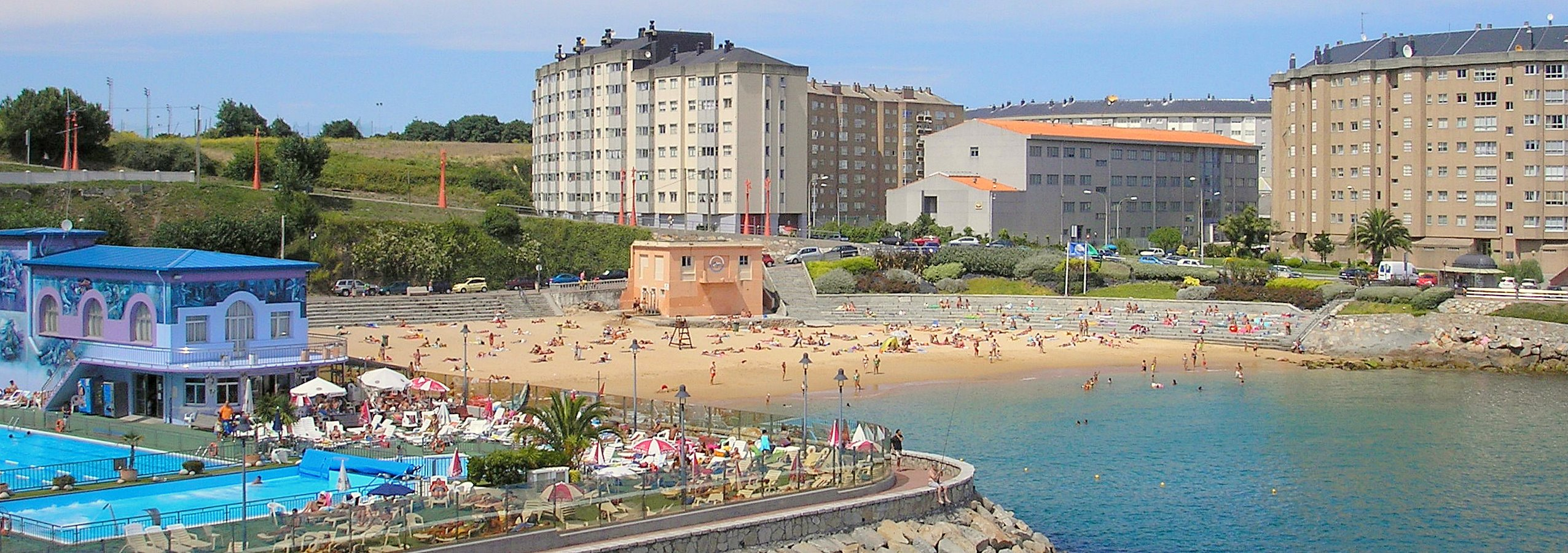
Vista parcial del edificio social e instalaciones, la playa de San Amaro y el antiguo edificio social del Club del Mar.

El Club del Mar de San Amaro es un club deportivo y social sin ánimo de lucro fundado en 1935 que se ubica en la cala de San Amaro, situada en el barrio de Adormideras. Es un referente deportivo, recreativo, social y cultural de la ciudad de La Coruña.

## Historia
En 1931 se comienza a construir el primer edificio social del club, siendo inaugurado en 1935. El edificio se construye mediante las aportaciones vecinales debido al interés de los habitantes por la práctica deportiva y a las necesidades higiénico-sanitarias del barrio de Monte Alto.
Su actividad se interrumpe durante la guerra civil, siendo ocupadas sus instalaciones y perseguidos buena parte de sus socios. Retoma su actividad en la década de los años 40. Debido a su proximidad con la cantera utilizada para la construcción del dique de abrigo, el club construye un segundo edificio social para proseguir con su actividad, este segundo edificio se construye sobre las ruinas del castillo de San Amaro, situado en el otro extremo de la cala.   
En los años 60 y 70 el club adquiere más terrenos y amplía sus instalaciones incorporando la piscina exterior y el pabellón polideportivo, alcanzando a comienzos de los años 80 la cifra de 5000 socios.
El pabellón polideportivo fue derribado debido a la ampliación del paseo marítimo coruñés, siendo construido uno nuevo bajo el vial del paseo. El Ayuntamiento de La Coruña también construye una piscina municipal junto al pabellón que gestiona el club en virtud de un convenio firmado entre ambas entidades.      
El antiguo edificio social siguió albergando las secciones de remo y vela hasta aproximadamente el año 2011, en el que queda excluido del convenio y surgen problemas jurídicos: posteriormente el club intenta volver a recuperar la concesión del edificio para la creación de una especie de centro de interpretación que explique la tradición marinera del barrio y las catástrofes marítimas que hubo en el entorno.

## Instalaciones
Entre instalaciones y equipamiento propio y gestionado el club cuenta con las siguientes instalaciones:
- Edificio social
- Piscinas Exteriores
- Gimnasios
- Pabellón polideportivo
- Piscina interior climatizada.

## Secciones deportivas
El club cuenta con gran tradición deportiva y ha sido el artífice de algunos de los eventos deportivos más destacados de la ciudad, como la travesía a nado de San Amaro o la Copa de S. E. El Generalísimo de traineras. En sus instalaciones también se han llevado a cabo competiciones como la Copa del Rey de Halterofilia de 2020.

### Natación
La travesía de San Amaro es la prueba deportiva más antigua de la ciudad, comenzó en 1935 cuando se fundó el club. El club tiene tradición en natación desde 1936 y ha logrado competir en la Copa de España.

### Remo
Sección tradicional que disputó la Copa de S. E. El Generalísimo de traineras, o bien como Club del Mar o bajo la denominación Cofradía Pescadores San Amaro.     

### Submarinismo
Su escuela de buceo fue fundada en 1968 por Roberto Diehl, la escuela ha jugado un papel fundamental en labores de salvamento y rescate marítimo desde principios de los años 70. También organiza campeonatos de pesca submarina.

### Vela
El club tiene tradición en vela y forma regatistas.

### Bádminton
Es un club pionero en este deporte que se practica desde que Agustín Rodríguez -primer seleccionador nacional- instalara una red en 1970. El club ha formado, al menos, a 32 campeones nacionales, llegando a tener equipo en primera división y a organizar una prueba puntuable para el campeonato de España. La implicación del club, el Ayuntamiento de La Coruña y algunas empresas gallegas fue fundamental para lograr la creación de la Federación Española de Bádminton en 1985.

### Tenis de mesa
Pionero en este deporte, ha llegado a tener equipo en división de honor y ser un referente en la formación de jugadores y en el tenis de mesa adaptado llegando a ser paralímpicos los tenistas Indalecio Iglesias (Barcelona 92) y Alberto Seoane (Río 2016).    

### Fútbol sala
Tiene equipos desde prebenjamines a veteranos, logrando conquistar el campeonato de España de 2011 en la categoría de benjamines.

## Labor cultural y social
También destaca por su labor cultural y social con la organización de actividades culturales, sociales y actos benéficos.